# Cespitularia turgida
Cespitularia turgida is een zachte koraalsoort uit de familie Xeniidae. De koraalsoort komt uit het geslacht Cespitularia. Cespitularia turgida werd in 1971 voor het eerst wetenschappelijk beschreven door Verseveldt. 